# Jan Kollwitz
Jan Kollwitz (* 4. Juli 1960 in West-Berlin) ist ein deutscher Keramiker und ein Urenkel von Käthe Kollwitz.

## Leben

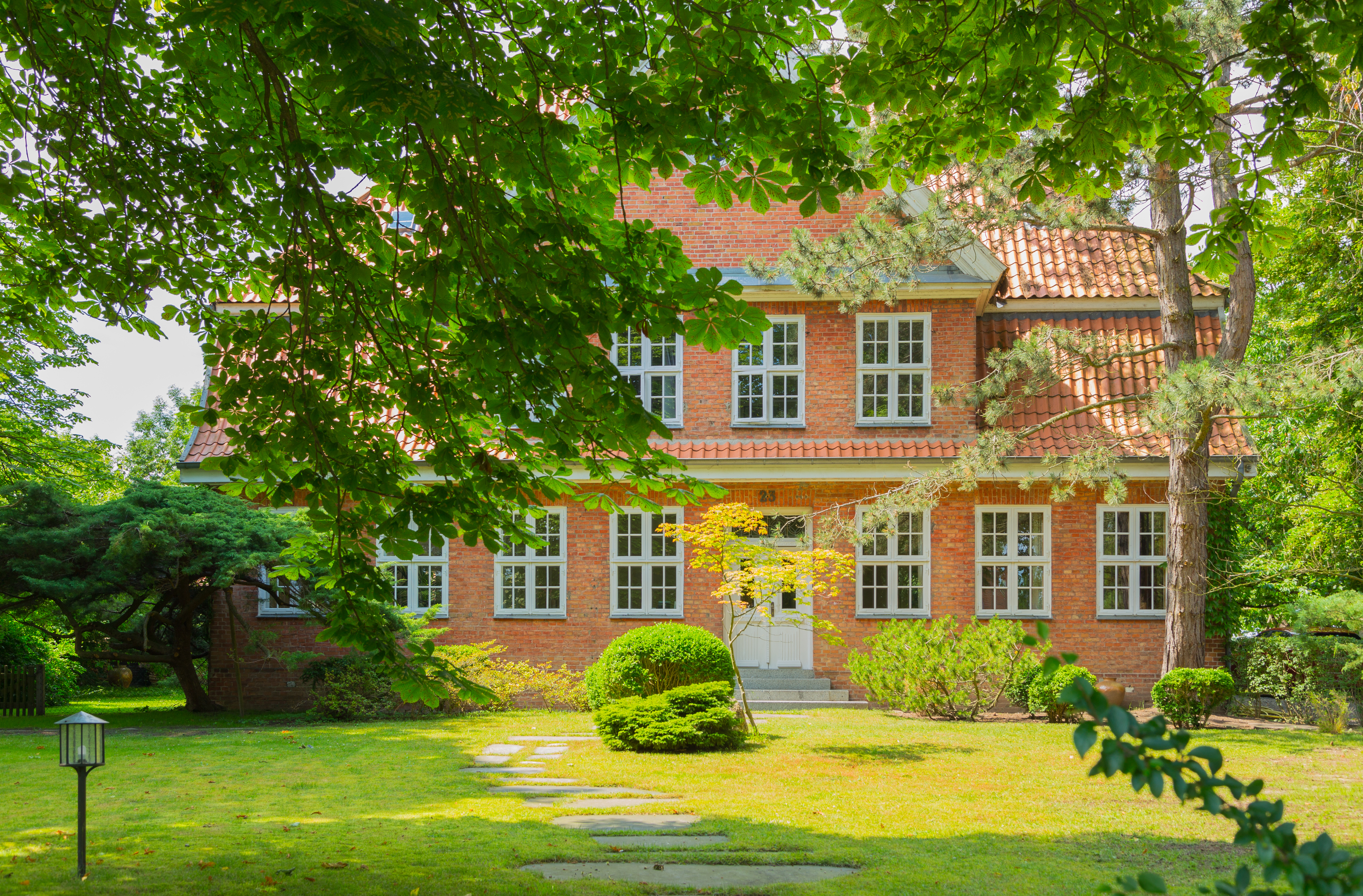
Das Alte Pastorat in Cismar ist seit 1988 Wohn- und Arbeitsstätte von Jan Kollwitz.

Kollwitz wuchs in West-Berlin auf. Bereits in jungen Jahren stand er als Schauspieler auf der Bühne und vor der Kamera, unter anderem in Peter Beauvais Film Sechs Wochen im Leben der Brüder G. Im Alter von 23 Jahren wechselte er zur Töpferkunst. Nach seiner Ausbildung bei Horst Kerstan in Kandern war er in Japan Schüler von Yutaka Nakamura (Echizen, Japan). 1988 wurde auf Vermittlung des Teekeramikers Kazu Yamada durch den japanischen Ofenbaumeister Tatsuo Watanabe, der unter anderem Öfen für Tokuro Kato gebaut hatte, ein traditioneller Anagamaofen auf seinem Werkstattgelände in Cismar (Ostholstein) errichtet. Seitdem brennt Jan Kollwitz dort seine Keramiken, hauptsächlich in der Shigaraki- und Iga-Tradition. Seit 1990 wurden seine Gefäße auf zahlreichen Ausstellungen gezeigt. Sein Werk ist tief verwurzelt im Zen-Buddhismus und der Japanischen Teezeremonie.
Der Watanabe-Ofen in Cismar war das Vorbild für den historischen Anagama-Ofen in Christoph Peters Roman Herr Yamashiro bevorzugt Kartoffeln. In Zusammenarbeit mit Peters und dem Fotografen Götz Wrage entstand 2010 das Buch Japan beginnt an der Ostsee – Die Keramik des Jan Kollwitz.
Werke des Künstlers befinden sich im Boston Museum of Fine Arts, Museum für Asiatische Kunst (Berlin), Schleswig-Holsteinisches Landesmuseum Schloss Gottorf, Kunstsammlung der Veste Coburg, Käthe-Kollwitz-Museum Berlin, Stiftung Keramion Frechen, Grassi-Museum Leipzig, Hällisch-Fränkisches Museum Schwäbisch Hall, Emslandmuseum Schloss Clemenswerth und Museum für Kunst und Gewerbe Hamburg, Peter Siemssen Stiftung und Sammlung Gisela Freudenberg, Weinheim.
Jan Wagner widmete ihm 2004 den Haiku-Zyklus ein japanischer ofen im norden und 2014 sein Gedicht die tassen.

## Auszeichnungen
- 2011: Villa Massimo Stipendium Rom[7]
- 2011: Kulturpreis Ostholstein[8]

## Werk
Jan Kollwitz erstellt in seiner Werkstatt Keramiken in traditionell japanischer Holzbrand-Technik abseits aller künstlerischer Moden. Seine Keramiken werden nicht glasiert. Während des vier Tage dauernden Brandes entstehen bei Temperaturen über 1250 Grad Celsius Farben und Glanz ausschließlich dadurch, dass die Flugasche auf den Gefäßen zu einer natürlichen Glasur verschmilzt. Rauch, Flammen und Glutkohle hinterlassen graue, rote und tiefblaue Färbungen.

## Ausstellungen (Auswahl)
- 2017: Galerie André Kirbach, Düsseldorf; Ostholstein-Museum, Eutin; Siebold-Museum, Würzburg[9]
- 2016: Pucker Gallery, Boston, USA; Werkstattausstellung, Cismar; Musikaetcetera: „Japan beginnt an der Ostsee“ – Schumann Quartett, Jan Kollwitz (Keramik), Schlossgut Gross Schwansee, Lübeck[10]
- 2015: Galerie Terra Rossa, Leipzig; Stiftung Peter Siemssen, Ratzbek; Sandelsches Museum, Kirchberg an der Jagst; Käthe Kollwitz Museum, Berlin[11]
- 2014: Schloss Reinbek, Hamburg, mit Sebastian Scheid; Museum Moderner Kunst – Wörlen, Passau; Pucker Gallery, Boston, USA[12]
- 2013: Galerie Bernau, Bernau; Werkstattausstellung zum 25-jährigen Jubiläum, Cismar; Käthe-Kollwitz-Museum, Berlin[13]
- 2012: Pucker Gallery, Boston[14]; Galerie André Kirbach, Düsseldorf[15]
- 2011: Galerie Kleefisch Köln;
- 2010: Museum für Asiatische Kunst, Berlin[16]; Käthe Kollwitz Museum Köln
- 2009: Künstlermuseum Heikendorf
- 2008: Ostholstein-Museum Eutin, Museum Kellinghusen
- 2007: Käthe Kollwitz Haus Moritzburg, Goethe-Institut Hamburg, Museum für Kunst und Gewerbe Hamburg
- 2006: Phillipps Art-Forum Bochum, Studio Pels-Leusden Berlin
- 2005: Ostasiatisches Museum Berlin, Galerie Handwerk München, Kunstraum-B Kiel
- 2003: Rosenthal Studio Galerie, Hamburg; Studio Pels-Leusden, Berlin
- 2002: Museum im Schloß Bad Pyrmont
- 2001: Ostholstein Museum, Eutin; Eko-Haus, Düsseldorf; Zen-Art Galerie Hennig, Hamburg
- 1999: Galerie Faita, Hameln; Emslandmuseum Clemenswerth
- 1998: Rosenthal Studio Galerie, Hamburg; Studio Pels-Leusden, Berlin; Galerie Objekta, Kreuzlingen (S)
- 1997: Schlossgalerie Weiher, Bayreuth
- 1996: Galerie Lommel, Leverkusen
- 1995: Zen-Art Galerie Hennig, Hamburg
- 1993: Schleswig-Holsteinisches Landesmuseum Kloster Cismar, zusammen mit Sebastian Scheid und Gerhard Tattko
- 1991: Galerie Theis, Berlin

## Schriften
- Christoph Peters, Götz Wrage (Fotos): Japan beginnt an der Ostsee – Die Keramik des Jan Kollwitz. Wachholtz-Verlag, Kiel 2010, ISBN 978-3-529-02763-5.
- Maske L. Andrew, Pucker Gallery: Focusing the flame. Ceramics by Jan Kollwitz. Katalog. Pucker Gallery, Boston 2012[17].
- Gudrun Schmidt-Esters (Hrsg.): Momoyama Keramik und ihr Einfluß auf die Gegenwart. Stiftung Keramion, Frechen 2011, ISBN 978-3-941005-06-8.
- Keramik Leben. Collection Peter Siemssen Stiftung, Arnoldsche Verlagsanstalt, Stuttgart 2007, ISBN 978-3-89790-255-8.
- Jan Kollwitz, Sebastian Scheid, Gerhard Tattko – Keramik. Katalog zur Ausstellung vom 5. September bis 24. Oktober 1993, Schleswig-Holsteinisches Landesmuseum, Kloster Cismar 1993.